# Unité d'Habitation
Unité d'Habitation of la Cité radieuse (Wooneenheid / de stralende stad) is een wooncomplex uit 1952 ontworpen door Le Corbusier in samenwerking met de architect-schilder Nadir Afonso uit Portugal, architect Aleksander Kujawski en Jerzy Sołtan uit Polen en Georges Candilis uit Griekenland. Vladimir Bodiansky werkte mee als ingenieur aan het ontwerp. Het woongebouw vormde de basis voor vier gelijksoortige woongebouwen in Europa, die onder dezelfde naam bekendstaan. Het oorspronkelijke Unité d'Habitation uit 1952 is gelegen in het zuiden van de Franse stad Marseille.

Het dak doet dienst als zonneterras en kijkt uit over de kust van Marseille.

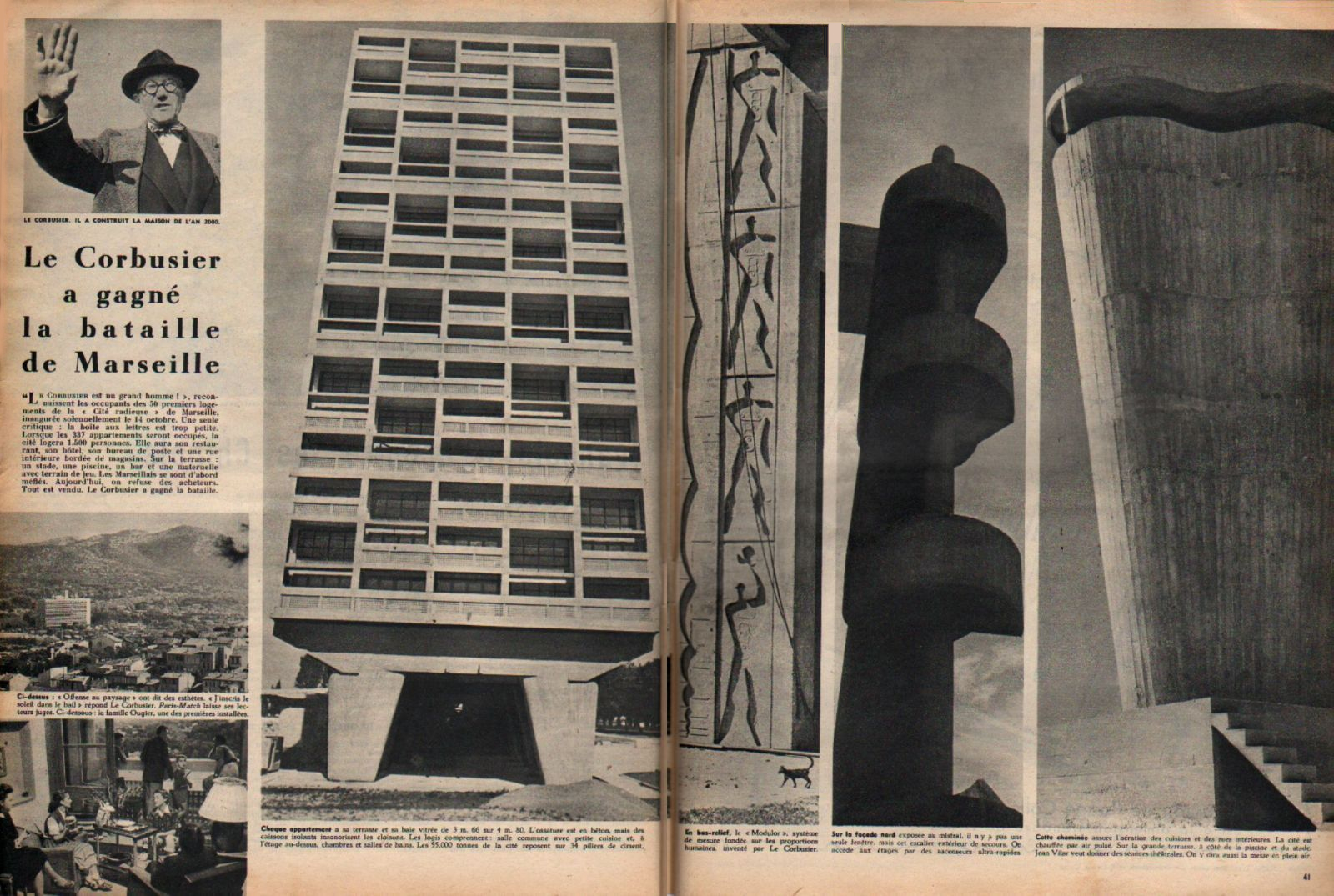
Unité d'Habitation de Marseille, 1952

## Bouwgeschiedenis
Het complex werd gebouwd in de periode 1947-1952. De vormentaal ging in de kiem terug op twee slachthuizen die Le Corbusier ontwierp in 1917/18. De kern van zijn ontwerp stelde hij al in 1925 voor tijdens een art-deco-expositie in Parijs, met het Pavillon de l'Esprit Nouveau. Bij zijn ontwerp werd hij sterk beïnvloed door de Narkomfin-gebouwen in Moskou gebouwd in de jaren 30 naar een ontwerp van de architect Moisei Ginzburg. Het was tot dan zijn grootste uitgevoerde project. 
In het boek The Beehive Metaphor (From Gaudi to Le Corbusier) beschrijft Juan Antonio Ramirez hoe de Zwitserse bijenwoning tot inspiratie heeft gediend.

## Beschrijving
Het gebouw is een betonnen (béton brut) flatcomplex van 12 verdiepingen met 337 appartementen, voorzien van binnengelegen winkelstraten en diverse faciliteiten op de zevende en achtste verdieping. Het complex meet 138 m lang, 25 m breed en 56 m hoog. Het gebouw verheft zich boven de grond op pilaren van gewapend beton (pilotis). De appartementen nemen twee verdiepingen in beslag. Het dak doet dienst als zonneterras en fungeert als agora. Het dakterras doet dienst als platdaktuin, kinderspeeltuin en een ligweide voor vrouwen, ook topless. Boven het dak is een brug van de kapitein zichtbaar dat wil zeggen een uitkijkpunt (belvédère). De architectuur is geïnspireerd op middeleeuwse kloosters en oceaanstomers. De architectuur en het ontwerp van het gebouw en zijn omgeving worden gezien als de basis voor het brutalisme.

## Werelderfgoed
Tijdens de 40e sessie van de Commissie voor het Werelderfgoed gehouden in Istanboel werd dit bouwwerk van Le Corbusier samen met een aantal andere van zijn meest markante constructies, onder de noemer Architecturaal werk van Le Corbusier op 17 juli 2016 erkend als UNESCO werelderfgoed en toegevoegd aan de werelderfgoedlijst.

## Vergelijkbare werken
Le Corbusiers utopisch ontwerp van een stadswoning werd vier keer herhaald onder dezelfde naam en met vergelijkbaar ontwerp in: Nantes-Rezé (1955), Berlijn-Westend (1957), Briey (1963) en Firminy (1965).

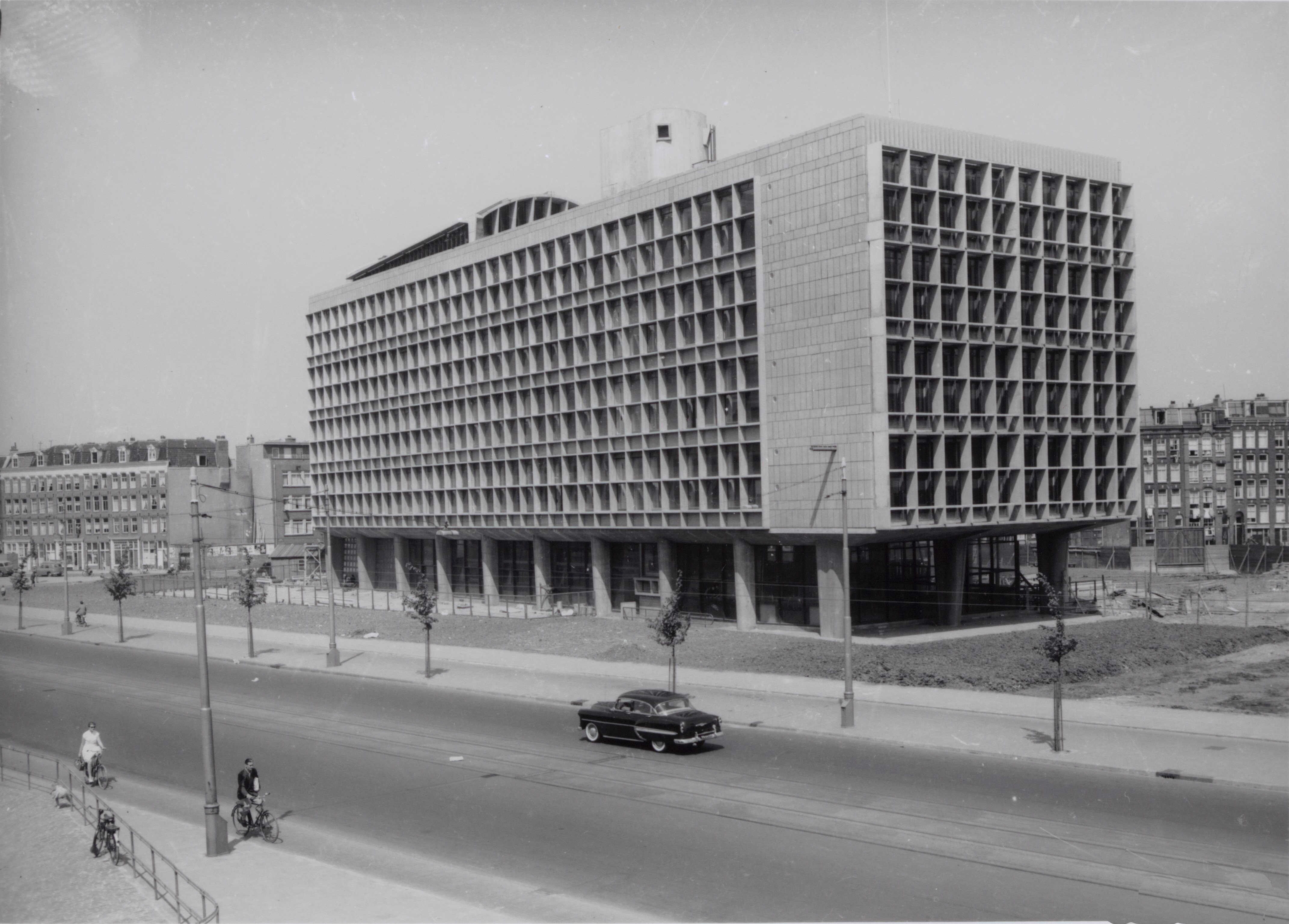
Vrolikstraat 8

In hoofdopzet is het Rijksmonument Vrolikstraat 8 in Amsterdam gelijksoortig: op poten gezet, in ruw beton, langerekt en met een dakpaviljoen.
Ook het Koopmansgebouw van de Universiteit van Tilburg van Jos. Bedaux wordt gezien als een ontwerp dat veel uitgangsprincipes volgt.